# Малый дубовый усач
Усач малый дубовый, или усач вишнёвый (лат. Cerambyx scopolii) — вид жуков подсемейства настоящих усачей (Cerambycinae) семейства усачей (Cerambycidae).

## Описание

### Имаго
Жук длиной от 17 до 28 мм, с одноцветной чёрной окраской тела.
Голова с глубокой бороздой между усиками, между глазами с продольным бороздчатым килем, мелко пунктирована на лбу, в рядах поперечных зернышек или в коротких складках сзади глаз. Глаза умеренно большие, заметно сближенные на темени. Усики гораздо длиннее тела, заходят за вершину надкрылий серединой 8-го членика, их третий членик длиннее 1-го или 4-го, чуть короче 5-го членика, как и четвёртый членик заметно, но не слишком сильно вздут на вершине, шестой членик с заметно вытянутым вершинным наружным углом, 7—10-й членики с оттянутым в острый шипик или узенький зубчик наружным вершинным углом.
Переднеспинка в длину заметно больше, чем на основании в ширину, боковой бугорок сильно заостренный, на диске умеренно выпуклый, с 6—8 поперечными, более или менее правильными складками.

## Распространение
Вишнёвый усач распространён в Европе, Кавказе, Закавказье, Ближнем Востоке и в Северной Африке.

## Экология и местообитания
Лёт жуков начинается с конца мая (на Кавказе даже раньше).  Жуки летают в течение всего дня, но более многочисленны после полудня. Часто встречаются на вытекающем дубовом соке или же (в отличие от крупных видов Cerambyx) на цветах---на зонтичных и цветущих кустарниках (напр. бузина, крушина, боярышник и др.).

## Размножение
Генерация двухгодичная. Личинка достигает в длину 18—20 мм, в ширину 4—5 мм. Похожа на личинку Большого дубового усача, отличаясь от неё значительно меньшей величиной. Развивается в древесине лиственных пород: дуб (Quercus), бук (Fagus), слива (Prunus), орех (Juglans), граб (Carpinus), каштан (Castanea), ива (Salix) и другие.
Окукливание происходит в июле — августе. Стадия куколки 24—29 дней. Жук вылупляется в августе — сентябре, но остается в колыбельке до следующей весны.

## Изменчивость

### Cerambyx scopolii nitidus
- Cerambyx scopolii nitidus Pic, 1892 — турецкий подвид[1].

### Cerambyx scopolii paludivagus
- Cerambyx scopolii paludivagus Lucas, 1842 — подвид, распространённый в Испании, Алжире и Тунисе[1].

### Cerambyx scopolii scopolii
- Cerambyx scopolii scopolii Füssli, 1775 — номинативный подвид, распространённый в Европе[1].

Вариетет:
- Cerambyx scopolii var. helveticus Stierlin

## Галерея

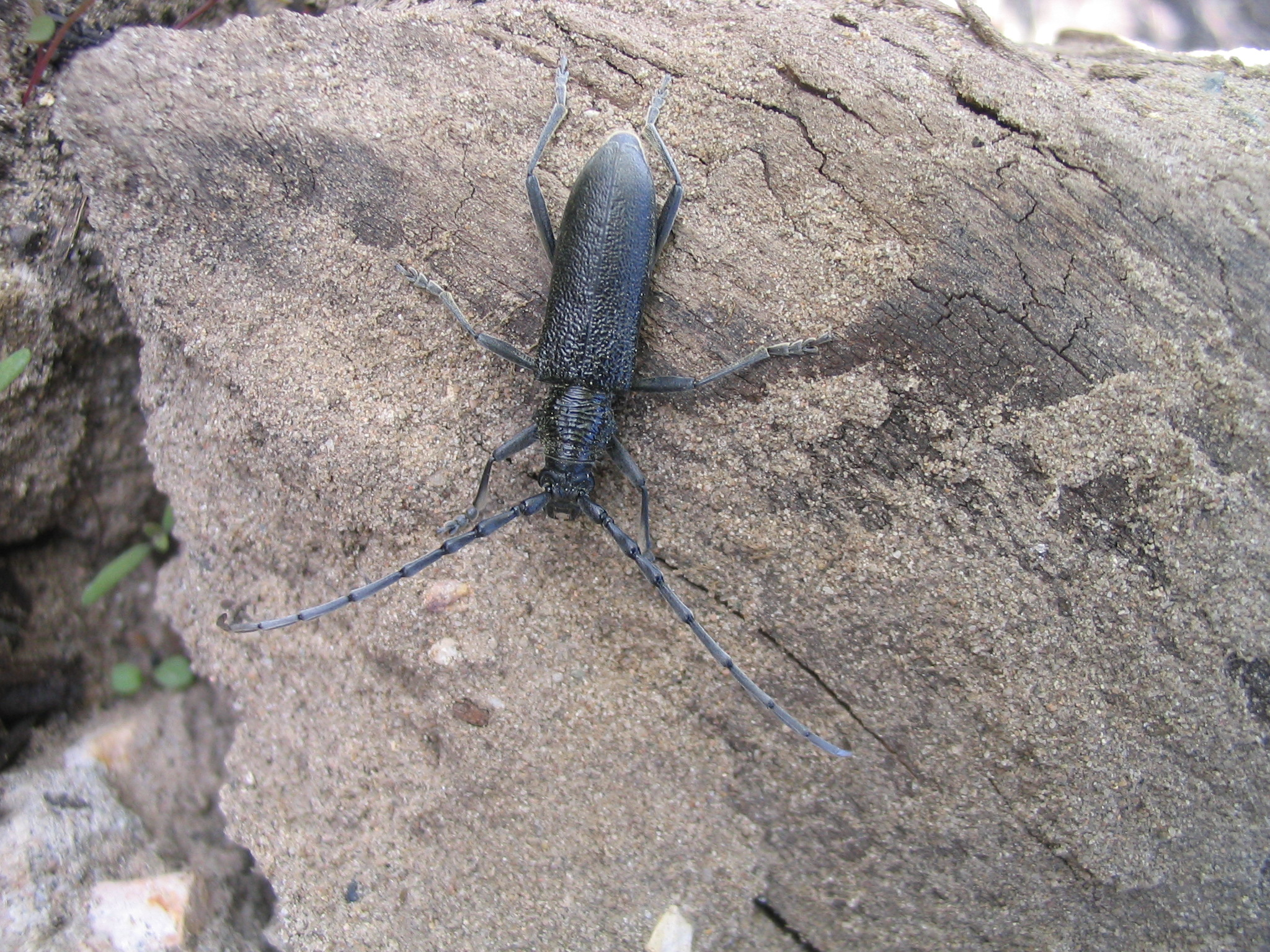